# Tara Vučković
Tara Vučković (serbisch-kyrillisch Тара Вучковић, * 25. Februar 2008) ist eine serbische Leichtathletin, die sich auf den Mittelstreckenlauf spezialisiert hat.

## Sportliche Laufbahn
Erste internationale Erfahrungen sammelte Tara Vučković im Jahr 2024, als sie bei den U20-Balkan-Hallenmeisterschaften in Belgrad in 2:08,10 min die Silbermedaille im 800-Meter-Lauf gewann. Anfang Juli siegte sie bei den U18-Balkan-Meisterschaften in Maribor, ehe sie in 2:04,54 min auf den vierten Platz bei den U18-Europameisterschaften in Banská Bystrica gelangte. Anschließend schied sie bei den U20-Weltmeisterschaften in Lima mit 2:06,60 min im Halbfinale aus und im Dezember wurde sie bei den Crosslauf-Europameisterschaften in Antalya in 17:58 min 70. im U20-Rennen. Im Jahr darauf siegte sie in 2:10,41 min über 800 Meter bei den U20-Balkan-Hallenmeisterschaften in Sofia und gewann mit der serbischen 4-mal-400-Meter-Staffel in 3:45,91 min die Silbermedaille. Eine Woche darauf belegte sie bei den Balkan-Hallenmeisterschaften in Belgrad in 2:06,80 min den sechsten Platz über 800 Meter und gelangte im Staffelbewerb mit 3:43,07 min auf Rang vier. Ende Juni wurde sie bei der 2. Liga der Team-Europameisterschaft in Maribor in 2:04,99 min Fünfte im B-Lauf über 800 Meter. Anschließend belegte sie beim Europäischen Olympischen Jugendfestival (EYOF) in Skopje in 2:05,96 min den vierten Platz. Daraufhin schied sie bei den U20-Europameisterschaften in Tampere mit 2:08,23 min in der Vorrunde aus.
2024 wurde Vučković serbische Meisterin im 800-Meter-Lauf im Freien sowie 2024 und 2025 in der Halle. Zudem wurde sie 2024 Hallenmeisterin in der 4-mal-400-Meter-Staffel und 2025 über 400 Meter.

## Persönliche Bestleistungen
- 400 Meter: 55,26 s, 1. Juni 2024 in Kraljevo
  - 400 Meter (Halle): 55,71 s, 22. Februar 2025 in Belgrad
- 800 Meter: 2:04,24 min, 5. Juni 2025 in Maribor (serbischer U18-Rekord)
  - 800 Meter (Halle): 2:06,72 min, 23. Februar 2025 in Belgrad (serbischer U20-Rekord)
  - 1000 Meter (Halle): 2:48,21 min, 29. Dezember 2024 in Belgrad (serbischer U20-Rekord)